# Borophryne apogon
Borophryne apogon är en fiskart som beskrevs av Regan 1925. Borophryne apogon ingår i släktet Borophryne och familjen Linophrynidae. Inga underarter finns listade.